# Талукан
Талука́н (дарі تالقان‎ Tāloqān) — місто в Афганістані, центр провінції Тахар. Розташований на півночі країни.

## Історія
Марко Поло в 1275 році так описував старе місто Талукан:

Фортеця називається Тайхан, в ній є великий зерновий ринок, і все навколо прекрасно і плодоносно. Гори, які лежать на південь, великі й високі. Всі вони складаються з білої солі, надзвичайно твердої, і люди, які подорожують на великі відстані на тридцять днів, приходять сюди, щоб взяти собі цю сіль, бо це шановна й чистісінька сіль у всьому світі. Вона настільки тверда, що її можна розбити тільки великим залізним молотком. А кількості вистачило б на всі країни Землі.

В 1603 році в Талукані (або в «Талхані») побував інший європейський дослідник, Бенту ді Гойш, який їхав з караваном з Кабула в Яркенд  (в той час це була столиця Кашгарії).
Талукан став останнім великим містом, який був захоплений рухом «Талібан» у січні 2001 року. Під час облоги міста загинули сотні мирних жителів. Після захоплення «Талібаном» з міста почався масовий вихід населення. Цивільне населення намагалося врятуватися на півночі провінції Кундуз і в Панджшерській ущелині, в якій загони бійців Північного альянсу зуміли зупинити просування талібів на північ та на схід від міста. Однак звільнити місто вони не були в змозі. Після звільнення Талукану в листопаді 2001 року керівники Північного альянсу виявили в Талукані масове поховання 70 жінок та дітей — членів тих сімей, які не зуміли втекти з міста.
Станом на 2006 рік населення міста становило 196 400 чоловік.

## Клімат
Місто знаходиться у зоні, котра характеризується середземноморським кліматом. Найтепліший місяць — липень із середньою температурою 28.3 °C (83 °F). Найхолодніший місяць — січень, із середньою температурою 0.6 °С (33 °F).
| Клімат Талукана         | Клімат Талукана | Клімат Талукана | Клімат Талукана | Клімат Талукана | Клімат Талукана | Клімат Талукана | Клімат Талукана | Клімат Талукана | Клімат Талукана | Клімат Талукана | Клімат Талукана | Клімат Талукана | Клімат Талукана |
| Показник                | Січ.            | Лют.            | Бер.            | Квіт.           | Трав.           | Черв.           | Лип.            | Серп.           | Вер.            | Жовт.           | Лист.           | Груд.           | Рік             |
| Середній максимум, °C   | 5,6             | 7,8             | 14,4            | 21,7            | 26,7            | 33,9            | 36,7            | 35              | 30              | 22,8            | 15              | 8,9             | 21,5            |
| Середня температура, °C | 0,6             | 3,3             | 8,9             | 15              | 20              | 25,6            | 28,3            | 26,7            | 21,7            | 15,6            | 8,3             | 3,3             | 14,8            |
| Середній мінімум, °C    | −3,9            | −1,7            | 3,3             | 8,9             | 12,8            | 17,2            | 19,4            | 17,8            | 12,8            | 7,8             | 2,2             | −1,7            | 7,9             |
| Норма опадів, мм        | 48              | 62              | 42              | 28              | 12              | 3               | 5               | 2               | 3               | 16              | 28              | 33              | 282             |
| ----------------------- | --------------- | --------------- | --------------- | --------------- | --------------- | --------------- | --------------- | --------------- | --------------- | --------------- | --------------- | --------------- | --------------- |
| Джерело: Weatherbase    |                 |                 |                 |                 |                 |                 |                 |                 |                 |                 |                 |                 |                 |